# Die Caufner-Schwestern
Die Caufner-Schwestern waren ein Gesangstrio, das 1977 in der DDR gegründet wurde. Mitglieder der Gruppe waren die drei Schwestern Juliane Albrecht geb. Kaufner, Isa Kaufner und Irina Kaufner. Die Gruppe spielte vor allem Discomusik. 

## Bandgeschichte
Schon als Kinder sangen die vier Schwestern Iris, Juliane, Isa und Irina Kaufner gemeinsam mehrstimmige Sätze. Juliane und Isa erhielten von 1972 bis 1973 eine Gesangsausbildung und waren Mitglieder der College Formation. Die Stücke Dein und mein, Als ich nachher von dir ging und Vom Träumen mit Isa Caufner als Solosängerin wurde auf der Kompilations-LP Examen in Musik 1973 veröffentlicht. Juliane Kaufner heiratete den Musiker und späteren Amiga-Musikproduzenten Klaus-Peter Biene Albrecht. 1976 gründeten die vier Schwestern das Vokalquartett Caufner-Collection. 1977 wurden sie in der Fernsehshow Familien-Disko vorgestellt. Iris Kaufner verließ die Gruppe. Die Band musste sich in Caufner-Schwestern umbenennen. Bis 1978 entstanden fünf Folgen für die Familien-Disko. 1978 erschien die erste Single Komm doch; die Nachfolge-Single Laß doch das „he“ wurde im selben Jahr veröffentlicht. Für ihr Tourneeprogramm Drei unterwegs wurden sie mit dem Förderpreis des Generaldirektors des Komitees für Unterhaltungskunst ausgezeichnet. Die Caufner-Schwestern traten in der Fernsehshow Ein Kessel Buntes auf und gaben auch im Ausland Konzerte.
1980 verließ Isa Kaufner das Trio, um fortan als Isa Caufner aufzutreten. Unter anderem spielte sie ab November 1980 drei Monate lang im Stück Die Menschenfresserin des bulgarischen Dramatikers Iwan Radojew an der Volksbühne Berlin. 1982 wurden auf einer Kompilation das Stück Man weiß ja nie der Caufner-Schwestern sowie Ich bin ich von Isa Caufner veröffentlicht. Juliane Albrecht und Irina Kaufner traten bis 1987 als Duo auf. 1989 gründete Juliane Albrecht mit ihrem Mann und weiteren Musikern die Country-Band Country Delight, der sie bis heute angehören (Stand 2010).

## Diskografie

### Singles
- 1978: Komm doch / Ich hab’ dich lieb (Amiga)
- 1978: Laß dieses „he“ / Was nun (Amiga)
- 1984: Alt wie die Welt (Amiga)

### Stücke auf Kompilationen
- 1982: Man weiß ja nie und Ich bin ich (Solo von Isa Caufner) auf Hast du mich noch lieb? (Amiga)